# Сташкевичи
Сташкевичи (польск. Staszkiewiczi) — польский дворянский род, первые известные на сегодня упоминания о котором относятся к 15 веку, регион — Жмудь (исторически — название страны между низменностями Немана и Виндавы (совр. Вента, Латвия)).
Родовым гербом Сташкевичей является Лелива.
После разделов Речи Посполитой, к 1795 году существенная часть рода вместе с землями автоматически перешла в подданство Российской Империи. Правительство разрешало сохранить и сословную принадлежность: пройдя процедуру доказательства, бывшая польская шляхта могла получить статус дворянства 2-го рода.
Благодаря доказательству и последующему сопричислению к дворянству потомков, к 1917 году накопилось определенное число документов — т. н. дворянских дел, которые, по сути, содержат уже в готовом виде родословные (по мужским линиям) и фрагменты биографических данных. Дворянские дела велись как на уровне губерний — Губернскими дворянскими депутатскими собраниями, так и на федеральном уровне — Департаментом герольдии Сената.
На местах собиралась документация и отправлялась на утверждение в столицу. Причем структура двух вариантов дел не идентична — федеральные власти обрабатывали и реструктурировали присланные материалы, а также включали в дело переводы всех документов на русский язык (с польского, латыни).

## География Сташкевичей в России, Украине и Беларуси
На момент 1917 года, согласно фонду 1343 описи 29 РГИА, имелись причисленные к дворянству роды в следующих губерниях:
Витебская
Волынская
Киевская
Ковенская
Могилевская
Смоленская
Подольская
Причем Подольская и Киевская ветви идут от одного предка с Волынской. Их родоначальник — Мартин Сташкевич, живший в районе 1600го года. Существенная часть Волынских Сташкевичей живет под Овручем современной Житомирской области Украины, в селе Сташки (ну и вокруг него).
Ветви же других губерний в дворянских делах имеют самые ранние датировки в 18-19 веках, а связь с Волынскими не упоминается.

## Дворяне и крестьяне
Чтобы доказать властям Российской Империи право на дворянство, нужны были деньги, терпение, а также, возможно, находчивость и знакомства. Волынские Сташкевичи не были богатыми людьми (как, судя по всему, и Сташкевичи других губерний). Кроме этого, были случаи, когда чьи-то прошения о сопричислении получали отказы. Ну и, к тому же, дворянства можно было и лишиться нарушив закон.
Поэтому, к моменту Октябрьской революции не все Сташкевичи были дворянами. Ну а после революции о дворянстве было вообще лучше не вспоминать, поэтому кто-то из ныне живущих может и не догадываться о том, что его предки были дворянами. После октябрьской революции, практически всех из Рода Сташкевич раскулачили, выслали на север с семьей. Есть информация, что один из потомков Рода повесился, еще одного убили в НКВДшном лагере во время войны, куда тот попал тоже по политической статье; в итоге, многие из Рода Сташкевич никогда в жизни не говорили о дворянстве, да и вообще очень мало говорили о своем прошлом.